# Marcilly-le-Hayer
Marcilly-le-Hayer je naselje in občina v severnem francoskem departmaju Aube regije Šampanja-Ardeni. Leta 1999 je naselje imelo 702 prebivalca.

## Geografija
Naselje leži v pokrajini Šampanji ob reki Orvin, 40 km zahodno od središča departmaja Troyesa.

## Uprava
Marcilly-le-Hayer je sedež istoimenskega kantona, v katerega so poleg njegove vključene še občine Avant-lès-Marcilly, Avon-la-Pèze, Bercenay-le-Hayer, Bourdenay, Charmoy, Dierrey-Saint-Julien, Dierrey-Saint-Pierre, Échemines, Faux-Villecerf, Fay-lès-Marcilly, Marigny-le-Châtel, Mesnil-Saint-Loup, Palis, Planty, Pouy-sur-Vannes, Prunay-Belleville, Rigny-la-Nonneuse, Saint-Flavy, Saint-Lupien, Trancault in Villadin s 6.362 prebivalci.
Kanton je sestavni del okrožja Nogent-sur-Seine.

## Zanimivosti
- dolmen du Vamprin, od leta 1936 na seznamu francoskih zgodovinskih spomenikov;